# 狭锥福王草
狭锥福王草（学名：Prenanthes faberi），为菊科福王草属下的一个植物种。种名faberi以19世纪来中国传教、收集植物的德国植物学家花之安（Ernst Faber, 1839-1899）的名字命名。